# نيمبي (فلم)
نيمبي (بالإنجليزية: Nimbe)، هُو فيلم دراما نيجيري صدر سنة 2019، وقد أخرجه توبي آلاكي. الفيلم من بطولة طاقم مُكون من كل من تويين أبراهام وRachael Okonkwo وDoyin Abiola.

## روابط خارجية
- مقالات تستعمل روابط فنية بلا صلة مع ويكي بيانات